# Heteropterys brasiliensis
Heteropterys brasiliensis är en tvåhjärtbladig växtart som beskrevs av Eduard August von Regel och Koern.. Heteropterys brasiliensis ingår i släktet Heteropterys och familjen Malpighiaceae. Inga underarter finns listade i Catalogue of Life.